# Durdana Ansari
Durdana Ansari, née le 1er mars 1960, est une entrepreneure britannique, conférencière publique et militante pour l'autonomisation des femmes. Elle est une ancienne directrice de charité, journaliste, présentatrice et productrice à la BBC World Service. Elle est la première femme musulmane à devenir capitaine dans la Royal Navy britannique,,,.

## Origines et Études
Durdana Ansari naît à Bahawalpur, au Pakistan, puis grandit à Islamabad. Elle déménage à Londres où elle obtient son diplôme en médias et journalisme de Birkbeck, Université de Londres.

## Carrière
Durdana Ansari passe 22 ans à produire, diriger et interviewer des personnalités éminentes pour la BBC World Service, le plus grand radiodiffuseur international du monde, détenu et exploité par la BBC. Elle interviewe des personnalités politiques, des victimes du séisme au Cachemire, des réfugiés afghans, des acteurs de Bollywood et pakistanais, des artistes, des réalisateurs de films et des poètes. Elle reçoit l'ordre de l'Empire britannique en 2012 pour la création d'un programme de développement économique pour les femmes musulmanes.
Elle produit, dirige et présente un Sunday Brunch Show bilingue pour la chaîne mondiale PTV. Le contenu comprend des actualités, des arts, du théâtre, de la télévision, du cinéma et des personnalités d'intérêt actuel. Elle est nommée lieutenant-commandant honoraire dans la Royal Navy en 2018, promue en 2019 au grade de commandant honoraire et une fois de plus en 2021 au grade de capitaine honoraire, devenant la première musulmane à atteindre ce grade. Elle travaille actuellement comme conseillère de la Royal Navy, organise des événements communautaires à l'échelle nationale pour les jeunes de 18 à 35 ans afin de rencontrer des officiers de marine et des responsables du recrutement pour en apprendre davantage sur les carrières dans la Royal Navy. Elle collabore également avec des leaders communautaires, des conseillers locaux, des maires de quartier, des universitaires, des enseignants et des parents de jeunes qui ont manifesté un intérêt pour les carrières maritimes. Elle est également nommée instructrice en raison de son expérience avec la société britannique et les communautés BAME,.
Durdana Ansari fonde The Pearl Foundation pour enseigner l'anglais parlé fonctionnel, la lecture, l'écriture et les compétences informatiques aux femmes musulmanes britanniques, ainsi que pour les intégrer dans la société en renforçant leur confiance en elles et en améliorant leur qualité de vie. Son travail avec The Pearl Education Foundation et l'Ethnic Minorities Foundation conduit au recrutement d'environ 9 000 étudiants et 700 volontaires.
Elle dirige un petit programme visant à enseigner aux femmes musulmanes l'importance de l'apprentissage de l'anglais et des compétences informatiques. Son travail à l'Ethnic Minorities Foundation est reconnu par la Reine avec l'attribution d'un Ordre de l'Empire britannique.
Elle sert en tant qu'ambassadrice de la marque pour l'Université des Sciences et Technologie de Mirpur (en), l'initiative de secours de Swat (SRI), et en tant que fiduciaire pour la Quest for Education.

## Vie personnelle
Durdana Ansari a quatre enfants, 2 garçons et 2 filles. Son premier enfant, Amina Art Ansari, est une artiste dont les tableaux de la famille royale britannique sont exposés au château de Windsor,.

## Récompenses et distinctions
- 2012 : Ordre de l'Empire britannique (OBE)[12]
- 2018 : Commandant honoraire de la Royal Navy[3]
- 2021 : Capitaine honoraire de la Royal Navy[5]

## Œuvres caritatives
En plus des fondations auxquelles elle a contribué ou qu'elle a initiées, elle participe à l'hôpital du cancer Imran Khan, au Programme de développement des Nations unies (PNUD), à Islamic Relief et à Helping Hands,.